# Rely
Rely is een gemeente in het Franse departement Pas-de-Calais (regio Hauts-de-France) en telt 403 inwoners (2004). De plaats maakt deel uit van het arrondissement Béthune.

## Geografie
De oppervlakte van Rely bedraagt 4,8 km², de bevolkingsdichtheid is 84,0 inwoners per km².
De onderstaande kaart toont de ligging van Rely met de belangrijkste infrastructuur en aangrenzende gemeenten.

## Demografie
Onderstaande figuur toont het verloop van het inwonertal (bron: INSEE-tellingen).